# Баву, Франсуа-Николя
Жак Франсуа Николя Баву (фр. Nicolas Bavoux; 6 декабря 1774, Сен-Клод — 23 января 1848, Париж) — французский политический деятель XIX века, юрист.

## Биография
В 1791 году поступил на военную службу в 1-й добровольческий батальон Юры, однако в 1794 году был вынужден оставить её из-за травмы.
Изучал право. С 1805 года являлся адъюнкт-профессором на юридическом факультете Парижского университета. 5 августа 1809 года ему присвоено звание доктора юридических наук. С 1811 года, сохранив звание профессора являлся судьей в гражданском суде Сены. Приветсовал первую реставрацию Бурбонов, о чём свидетельствует подписанный им 5 апреля 1814 года адрес от имени суда первой инстанции Парижа в котором выражалась радость по поводу падения Наполеона Бонапарта и восшествия на трон Людовика XVIII. Временно занимал кафедру гражданского процессуального и уголовного права.
Выступая 31 июля 1819 года призывал граждан к неповиновению законам. Был предан суду присяжных, в котором среди его защитников был Андре Дюпен. В результате был оправдан, а сам судебный процесс принёс ему популярность.
21 апреля 1828 года был избран в 7-м округе Парижа. Редактируя журнал Journal de Paris[уточнить], он выступал против правительства Карла X как в прессе, так и в парламенте.
12 июля 1830 года был переизбран на 7-м округе Парижа. 28 июля 1830 года, на совещании, состоявшемся в Audry де Puyravault, он явился одним из четырёх членов, которые поддержали создание временного правительства. На следующий день муниципальная комиссия назначила его префектом полиции, но уже 1 августа 1830 года был заменён герцогом Орлеанским на Амеде де де л’Эна. Назначен главой Счётной палаты. Избирался депутатом 5 июля 1831 года избирателями четвёртой коллегии Юра (Сен-Клод) после поражения в Париже.
Во время пребывания в парламенте голосовал вместе с династической оппозицией. 29 декабря 1832 года выдвинул проект закона о восстановлении брачных разводов, однако, в конечном итоге, закон был отклонен.
Потерпел поражение на выборах 21 июня 1834 года. Умер 23 января 1848 года в Париже.
Его сын, Жозеф Эварист Баву, также был французским политическим деятелем XIX века.

## Работы
- Le Praticien français ou l’esprit et la théorie du code de procédure avec les formules
- La Jurisprudence du code Napoléon
- De la Cour de Cassation et du ministère public, un volume
- Leçons préliminaires sur le code pénal
- Desconflits ou empiétements de l’autoritè administrative sur l’autoritè judiciaire